# Rotolo da cucina

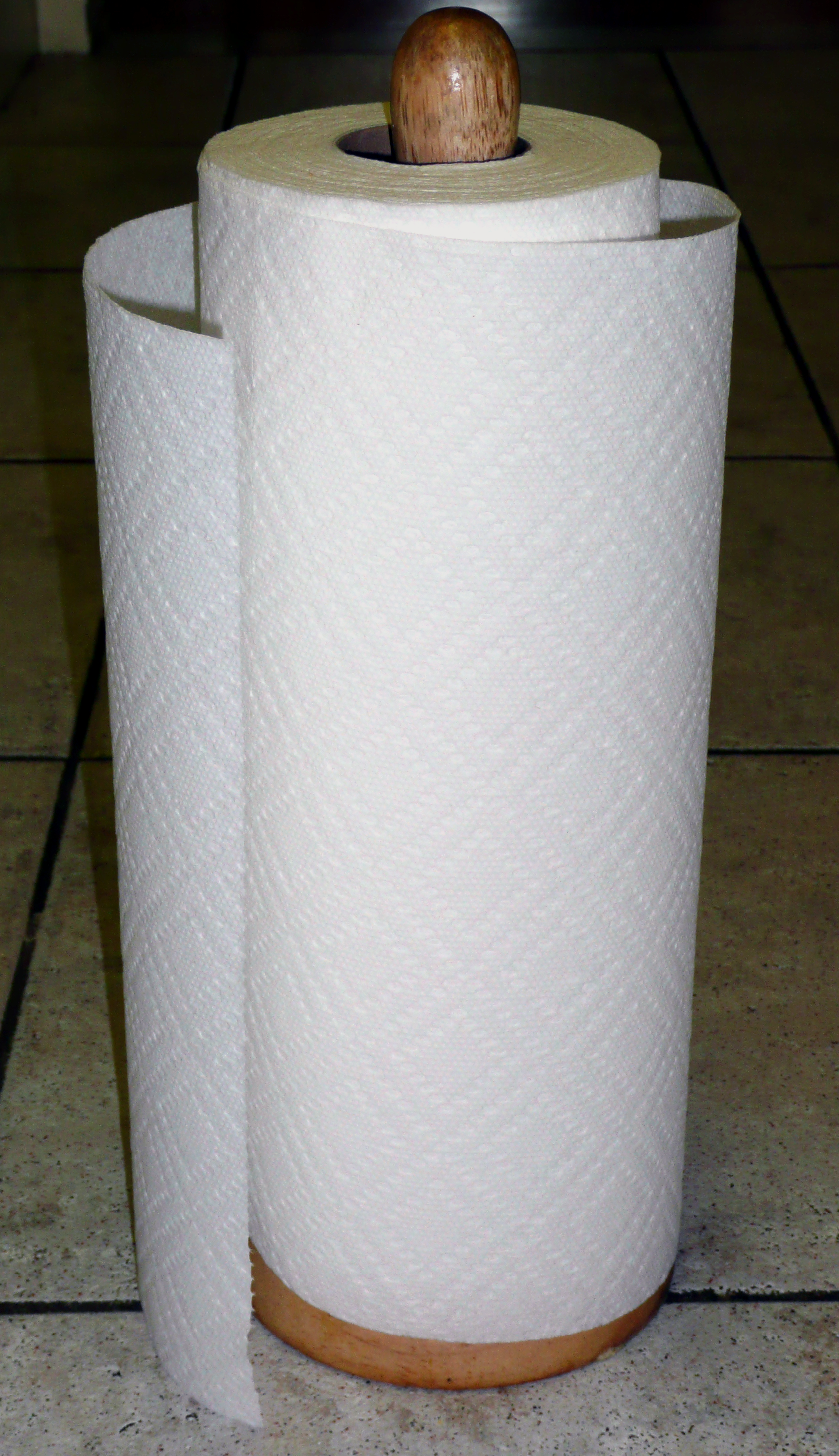
Rotolo da cucina moderno

Un rotolo da cucina (spesso impropriamente chiamato scottex) è realizzato con carta spessa e assorbente che, una volta tagliata dal rotolo o estratta dal portacarta, si usa come tovagliolo, asciugamano o panno multiuso. 
La carta può essere bianca o con disegni ornamentali colorati, con movimenti impressi in rilievo (goffratura) per aumentarne la superficie di assorbimento.

## Storia
Nel 1907 la statunitense Scott Paper Company, con sede a Filadelfia, introdusse sul mercato i primi modelli di asciugamani di carta usa e getta, pensati per sostituire quelli tradizionali di tessuto in uso nei bagni, e cercare così di contenere la diffusione del contagio da raffreddore, seguiti circa tre decenni dopo dai tovaglioli di carta per il pranzo.

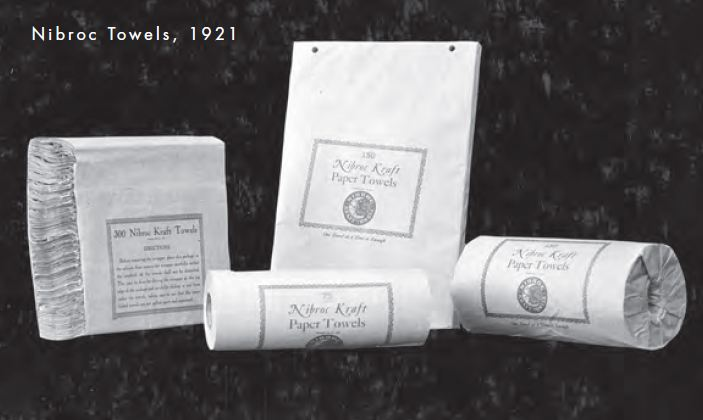
Asciugamani di carta Nibroc prodotti nel 1921

Nel 1919 William E. Corbin, Henry Chase, e Harold Titus iniziarono ad effettuare alcune ricerche su questo tipo di prodotto, presso il centro di ricerca della Brown Company di Berlin, nel New Hampshire. Tre anni più tardi, nel 1922, Corbin, dopo averlo perfezionato rendendolo più resistente all'acqua, iniziò la produzione di massa dandogli il nome di Nibroc Paper Towels (il nome Nibroc altro non era che Corbin letto all'incontrario).